# 염포로
염포로(Yeompo-ro)는 울산광역시 중구 반구동 반구사거리와 북구 염포동 염포삼거리를 잇는 울산광역시의 도로이다.

## 연혁
- 2001년 3월 22일 : 기존 반구삼거리 ~ 효문사거리 ~ 염포삼거리 7.8km 구간을 반구사거리 ~ 효문사거리 ~ 염포삼거리 7.81km 구간으로 연장하고 울산광역시도 70호선 부여[1]

## 주요 경유지
울산광역시
- 중구 (반구동 · 남외동) - 북구 (진장동 · 효문동 · 양정동 · 염포동)

## 노선
전 구간 울산광역시도 70호선에 속하므로 이에 대한 별도 표기는 생략한다.
| 이름 | 접속 노선                             | 소재지     | 소재지 | 비고 |
| --- | ------------------------------------- | ---------- | ------ | ---- |
| 반구사거리 | 울산광역시도 71호선 (화합로) 가구거리 | 울산광역시 | 중구   |      |
| 체육의다리 |                                       | 울산광역시 | 중구   |      |
| 체육의다리 교차로 | 남외로 반구정16길                     | 울산광역시 | 중구   |      |
| 종합운동장 교차로 동천체육관앞 교차로                                                                                             |                                       | 울산광역시 | 중구   |      |
| 동천교사거리 | 외솔큰길                              | 울산광역시 | 중구   |      |
| 동천교 |                                       | 울산광역시 | 중구   |      |
| 북구 |                                       | 울산광역시 |        |      |
| 동천교앞 교차로 | 진장17길                              | 울산광역시 |        |      |
| 메가마트앞 교차로 | 명촌로 진장로                         | 울산광역시 |        |      |
| 효문사거리 | 울산광역시도 41호선 (산업로)          | 울산광역시 |        |      |
| 효문공단삼거리 | 효자로                                | 울산광역시 |        |      |
| 신효문교 |                                       | 울산광역시 |        |      |
| 효문삼거리 | 송도길                                | 울산광역시 |        |      |
| 현대자동차출고 교차로 | 오토밸리로                            | 울산광역시 |        |      |
| 율동마을 교차로 | 아랫율동2길                           | 울산광역시 |        |      |
| 현대자동차2공장앞 교차로 양정힐스테이트아파트앞 교차로 현대자동차정문 교차로 현대자동차4공장앞 교차로 현대자동차문화회관앞 교차로 |                                       | 울산광역시 |        |      |
| 신전시장앞 교차로 | 새장터2길                             | 울산광역시 |        |      |
| 현대자동차5공장앞 교차로 현대하이스코앞 교차로                                                                                    |                                       | 울산광역시 |        |      |
| 중리마을앞 교차로 | 중리4길 중리5길                       | 울산광역시 |        |      |
| 염포119안전센터앞 교차로 | 중리1길                               | 울산광역시 |        |      |
| 염포삼거리 | 울산광역시도 70호선 (방어진순환도로)  | 울산광역시 |        |      |

## 주요 건물 및 시설
- 울산종합운동장, 울산광역시시설관리공단 (울산광역시 중구 염포로 55)
- 울산동천체육관 (울산광역시 중구 염포로 85)
- 현대자동차 울산서비스센터 (울산광역시 북구 염포로 313)
- KT 양정지사 (울산광역시 북구 염포로 353)
- 효정중학교 (울산광역시 북구 염포로 363)
- 울산염포동우편취급국 (울산광역시 북구 염포로 479)
- 양정파출소 (울산광역시 북구 염포로 549)
- 현대자동차 사원기숙사 (울산광역시 북구 염포로 599)
- 현대자동차문화회관 (울산광역시 북구 염포로 601)
- 염포초등학교 (울산광역시 북구 염포로 667)
- 염포양정도서관 (울산광역시 북구 염포로 685-1)
- 현대자동차 울산공장 (울산광역시 북구 염포로 700)
- 염포동행정복지센터 (울산광역시 북구 염포로 707)
- 염포119안전센터 (울산광역시 북구 염포로 769)